# Txaga (bolet)
El txaga (llatinització de la paraula russa 'чага'), (Inonotus obliquus), també conegut popularment com a "bolet se soca cendrós", "bolet de soca carbonós" i "nas de carbó", és un bolet de soca de la família Hymenochaetaceae. Paràsit en el bedoll blanc i altres arbres. El capell estèril es forma de manera irregular i té l'aparença de carbó cremat. El cos fèrtil es pot trobar molt rarament com un fong resupinat sobre o prop del fonament, i usualment apareix quan l'arbre hoste és completament mort.
Inonotus obliquus creix en els boscos de bedoll de Rússia, Corea, a l'est o nord d'Europa, àrees nord dels Estats Units, a les muntanyes de Carolina del Nord i al Canadà. El chaga es considera com un bolet medicinal que té un lloc entre els remeis casolans de Rússia i est d'Europa.

## Ús medicinal
D'ençà del segle xvi, el fong chaga s'ha usat com a remei casolà a Rússia i en medicina botànica de països de l'Est d'Europa com a remei per al càncer, gastritis, úlceres, i tuberculosi dels ossos. Inonotus obliquus produeix diversos rangs de metabòlits secundaris incloent compostos fenòlics, melanines, i triterpenoides tipus lanostane. Entre aquests hi ha els components actius antioxidants, antitumorals i per a millorar la immunitat humana contra les infeccions de microbis patògens. No obstant això, geogràficament aquest bolet és restringit a hàbitats frígids i creix molt lentament, la qual cosa suggereix que el chaga no és una font fiable dels compostos bioactius. Totes les temptatives de cultivar aquest fong han resultat en una reducció de la producció de metabòlits bioactius.